# Последний шанс (фильм, 1978)
«Последний шанс» — советский художественный фильм 1978 года, снятый на Киностудии им. М. Горького.
Премьера фильма состоялась 28 мая 1979 года.

## Сюжет
Начальница инспекции по делам несовершеннолетних Варвара Тимохова пытается устроить условно осуждённого Славу Горохова в профессионально-техническое училище, но сталкивается с отказами. Мастер-наставник Ершов согласен принять его в свой класс. Одноклассники воспринимают Горохова как чужака и провоцируют его на конфликт, в результате которого он избивает зачинщика издевательства над его отцом. Горохов отправляется в колонию для несовершеннолетних, где начинает работать Ершов, взявший на себя ответственность за его судьбу.

## В ролях
- Андрей Мартынов — Радислав Матвеевич Ершов, мастер в ПТУ
- Леонид Каюров — Славка Горохов, учащийся ПТУ
- Олег Ефремов — Михаил Иванович Горохов, отец Славки, грузчик-пьяница в разводе, в прошлом рабочий завода
- Марина Левтова — Надя Николаева, учащаяся ПТУ, комсорг
- Андрей Харыбин — Виктор Никушкин, учащийся ПТУ
- Анатолий Кузнецов — Кирилл Дмитриевич, директор ПТУ
- Любовь Соколова — Варвара Яковлевна Тимохова, инспектор по делам несовершеннолетних
- Людмила Шагалова — мать Славки Горохова
- Валентина Ананьина — мать Ершова
- Наталья Гвоздикова — Лариса Леонидовна, преподаватель ПТУ, жена Ершова
- Александр Кавалеров — дружинник
- Ольга Битюкова — Брыкина, учащаяся ПТУ
- Владимир Звягин — учащийся ПТУ
- Николай Парфёнов — Нефёдов, начальник отделения народной дружины
- Антон Табаков — учащийся ПТУ
- Юрий Чернов — задержанный в отделении дружины
- Владислав Сердюк — следователь
- Анатолий Грачёв — Николай Сергеевич Глушко, главный инженер базового предприятия ПТУ
- Константин Кравинский — учащийся ПТУ

## Съёмочная группа
- Режиссёр — Эдуард Гаврилов
- Сценаристы — Ирина Рабкина, Борис Рабкин
- Оператор — Владимир Архангельский
- Композитор — Вениамин Баснер
- Художник — Борис Дуленков

## Критика
Критик Павел Демидов в газете «Советская культура» отметил: «Суровый нравственный урок, над ним стоит задуматься едва ли не прежде всего … По началу девушка понравилась Горохову, да и он, кажется, не оставил её равнодушной. Но Слава попал в „ситуацию“, вместе с ним были обе подруги … И параллельно ясно, как необходимо, как безотлагательно срочно нужно помогать этому человеку… стать человеком. Пока не поздно — стать частью коллектива». В завершении своей статьи критик назвал «Последний шанс» «фильмом о молодых взрослых, о взрослых для молодых, и о взрослых для взрослых».